# Beirat Innere Führung
Der Beirat für Fragen der Inneren Führung wurde am 27. Juni 1958 erstmals durch Verteidigungsminister Franz Josef Strauß in Bonn einberufen und hat nach einem Erlass von 1969 (VMBl 1969, S. 96 f.) die Aufgabe, den Bundesminister der Verteidigung in Fragen der Inneren Führung unabhängig und persönlich durch Abgabe von gutachterlichen Stellungnahmen zu beraten. Der Beirat arbeitet unabhängig und unterliegt keiner öffentlichen Auskunftspflicht. Er tritt in der Regel vierteljährlich zu Vollsitzungen zusammen, berät und verabschiedet nach dem Mehrheitsprinzip die zumeist in Arbeitsgruppen erarbeiteten Empfehlungen. Die Sitzungen finden meist am zweiten Dienstsitz des Verteidigungsministeriums in Berlin statt.
Der Beirat setzt sich aus Persönlichkeiten des öffentlichen Lebens zusammen – vor allem aus den Bereichen Politik, Wirtschaft, Wissenschaft und Erziehungswesen sowie der Kirchen, Gewerkschaften, Verbände und Medien und soll damit Spiegelbild der bedeutenden gesellschaftlichen Kräfte in der Bundesrepublik Deutschland sein. Sie sollen auf Grund ihrer beruflichen Tätigkeit und ihrer Stellung im öffentlichen Leben besondere Erfahrungen in der Erziehung und Menschenführung besitzen. Alle Mitglieder sind für vier Jahre in den Beirat berufen und erhalten eine Ernennungsurkunde.
|     | Beginn | Ende | Sprecher des Beirates            |
| --- | ------ | ---- | -------------------------------- |
| 1.  | 1958   | 1963 | Hans Bohnenkamp                  |
| 2.  | 1963   | 1968 | Eberhard Stammler                |
| 3.  | 1969   | 1973 | Günther Gillessen                |
| 4.  | 1973   | 1977 | Hans-Adolf Jacobsen              |
| 5.  | 1977   | 1981 | Hans-Adolf Jacobsen              |
| 6.  | 1981   | 1985 | Hans-Adolf Jacobsen              |
| 7.  | 1985   | 1989 | Hans-Adolf Jacobsen              |
| 8.  | 1990   | 1994 | Herbert Nierhaus                 |
| 9.  | 1994   | 1998 | Reiner Pommerin                  |
| 10. | 1998   | 2002 | Reiner Pommerin                  |
| 11. | 2002   | 2006 | Reiner Pommerin                  |
| 12. | 2006   | 2010 | Reiner Pommerin                  |
| 13. | 2010   | 2014 | Reiner Pommerin                  |
| 14. | 2014   | 2018 | Thomas Kossendey                 |
| 15. | 2018   | 2023 | Rainer Glatz                     |
| 16. | 2023   |      | Reinhold Robbe u. Astrid Irrgang |